# Toudoudou et ses évolutions
Toudoudou (ププリン, Pupurin, dans les versions originales en japonais) et ses évolutions Rondoudou (プリン, Purin) et Grodoudou (プクリン, Pukurin) sont trois espèces de Pokémon.
Issus de la célèbre franchise de médias créée par Satoshi Tajiri, ils apparaissent dans une collection de jeux vidéo et de cartes, dans une série d'animation, plusieurs films, et d'autres produits dérivés, ils sont imaginés par l'équipe de Game Freak et dessinés par Ken Sugimori. Alors que Rondoudou et Grodoudou font leur première apparition au Japon en 1996, dans les jeux vidéo Pokémon Vert et Pokémon Rouge et appartiennent donc à la première génération de Pokémon, Toudoudou  n'a été créé qu'avec la deuxième comme la pré-évolution de Rondoudou. Ils sont du double type normal et fée et occupent respectivement les 174e, 39e et 40e emplacements du Pokédex national, l'encyclopédie qui recense les différentes espèces de Pokémon. Dans les jeux Pokémon, Toudoudou doit évoluer en rondoudou seulement avec du bonheur (s’il aime bien le dresseur, qu’il attaque souvent avec lui et lui donne souvent des baies etc…)

## Création
Propriété de Nintendo, la franchise Pokémon est apparue au Japon en 1996 avec les jeux vidéo Pocket Monsters Vert et Pocket Monsters Rouge. Son concept de base est la capture et l'entraînement de créatures appelées Pokémon, afin de leur faire affronter ceux d'autres dresseurs de Pokémon. Chaque Pokémon possède un ou deux types – tels que l'eau, le feu ou la plante – qui déterminent ses faiblesses et ses résistances au combat. En s'entraînant, ils apprennent de nouvelles attaques et peuvent évoluer en un autre Pokémon.

### Conception graphique

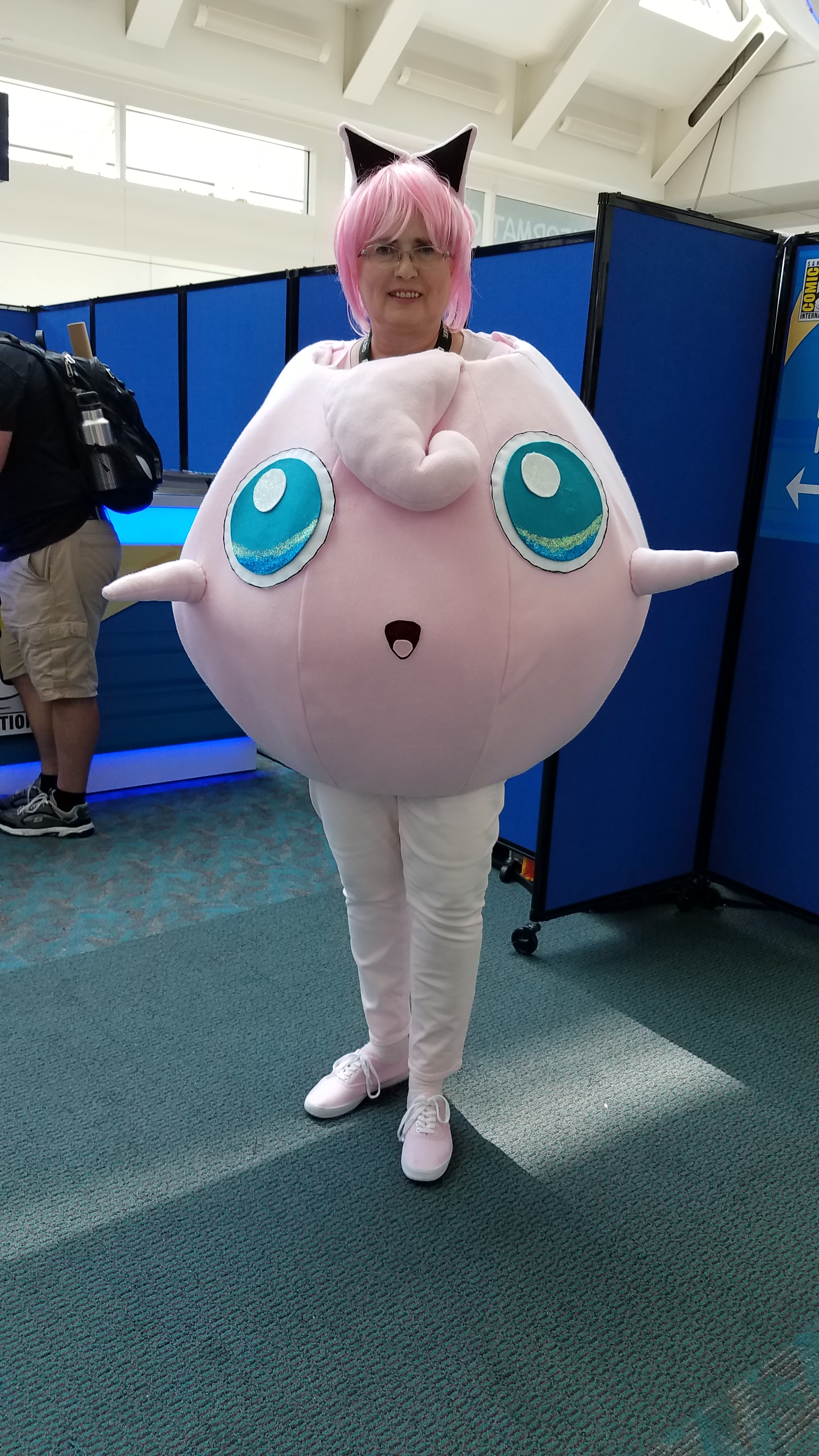
Cosplay de Rondoudou à la Comic-Con International 2018, en Californie.

La conception de Rondoudou et de Grodoudou est le fait, comme pour la plupart des Pokémon, de l'équipe chargée du développement des personnages au sein du studio Game Freak. Leur apparence est finalisée par Ken Sugimori pour la première génération des jeux Pokémon, Pokémon Rouge et Pokémon Vert, sortis à l'extérieur du Japon sous les titres de Pokémon Rouge et Pokémon Bleu,.
Toudoudou a été créé avec la deuxième génération de Pokémon, comme la pré-évolution de Rondoudou, et fait sa première apparition en 1999 dans les jeux Pokémon Or et Argent. Ces jeux introduisent le système des bébés Pokémon : les Pokémon peuvent désormais se reproduire en pondant un œuf, qui contient la forme de base du Pokémon : ainsi, un œuf issu de deux Dracaufeu contient un Salamèche ; cependant, pour certains Pokémon, l'œuf ne contient pas la forme de base mais une forme pré-évoluée, généralement appelée « bébé ». Sept familles de Pokémon issues de la première génération se voient dotées d'un bébé, dont le design rappelle celui du Pokémon de base avec des traits plus arrondis, enfantins : pour Rondoudou, le bébé est Toudoudou. Il porte le numéro 174 dans le Pokédex.
Nintendo et Game Freak n'ont pas évoqué les sources d'inspiration de ces Pokémon. Néanmoins, certains fans avancent que Rondoudou est basé sur un ballon rose et Grodoudou d'un lapin, d'un ballon ou d'une peluche. Aucune source d'inspiration n'est connue pour Toudoudou. Selon Puissance Pokémon, Rondoudou pourrait être inspiré de Kirby.
Ces Pokémon avaient le type Normal lors de leur création. Mais avec la sixième génération apparaît le type Fée, un 18e type destiné à rééquilibrer le système de jeu. Pour avoir dès son apparition un grand nombre de Pokémon de ce type, il est attribué à des Pokémon des générations antérieures. C'est le cas de la famille de Rondoudou, qui obtient le type Fée comme second type. Grodoudou voit également sa statistique d'attaque spéciale augmenter pour renforcer son intérêt stratégique.

### Étymologie
Toudoudou, Rondoudou et Grodoudou sont initialement nommés Pupurin (ププリン), Purin (プリン) et Pukurin (プクリン) en japonais. Le nom japonais de Rondoudou et de Grodoudou peuvent provenir d'une déformation de Purin (プリン), le mot japonais pour « pudding ». Ils peuvent également provenir d'un combinaison de mots tels que fukureru (膨れる, « gonfler, s'étendre » en français) ; fukafukashita (ふかふかした, « doux, duveteux ») ; fūsen (風船, « ballon ») ou mari (鞠, « balle »). Les traductions possibles sont ainsi « Un ballon se gonflant », « Une balle douce et duveteuse » ou une combinaison des deux. Ces noms sont ensuite adaptés dans trois langues lors de la parution des jeux en Occident : anglais, français et allemand ; le nom anglais est utilisé dans les autres traductions du jeu.
Nintendo a décidé de donner aux espèces Pokémon des noms « astucieux et descriptifs », liés à l'apparence ou aux pouvoirs des créatures, lors de la traduction du jeu pour le public occidental. Il s'agit d'un moyen de rendre les personnages plus compréhensibles pour les enfants, notamment américains. Pupurin est renommé « Igglybuff » en anglais, « Fluffeluff » en allemand et « Toudoudou » en français ; Purin devient « Jigglypuff » en anglais, « Pummeluff » en allemand et « Rondoudou » en français et Pukurin se nomme « Wigglytuff » en anglais, « Knuddeluff » en allemand et « Grodoudou » en français. Selon IGN, les noms anglais sont des mots-valises composés de « jiggly » et de « puff » pour le deuxième, cela se réfère à sa forme mouvante et à sa capacité à flotter, « wiggly » (ondulé en français) et de « tuff » (touffe) pour se référer à sa forme ondulée et à sa touffe de cheveux sur la tête. Selon Pokébip, les noms français sont tous composés du mot « doudou », puis respectivement de « tout doux », de « rond », et de « gros ».

## Description
Ces trois Pokémon sont les évolutions les uns des autres : Toutoudou évolue en Rondoudou puis en Grodoudou. Comme Toudoudou n'apparaît qu'à la deuxième génération de jeu, à la première, Rondoudou évolue en Grodoudou et n'a pas de pré-évolution. Dans les jeux vidéo, ces évolutions surviennent, respectivement, après un niveau de bonheur suffisant et avec l'exposition à une pierre lune,
Comme pratiquement tous les Pokémon, ils ne peuvent pas parler : lors de leurs apparitions dans les jeux vidéo tout comme dans la série d'animation, ils sont seulement capables de communiquer verbalement en répétant les syllabes de leur nom d'espèce en utilisant différents accents, différentes tonalités, et en rajoutant du langage corporel.

### Toudoudou
Ce Pokémon a la forme d'une boule rosâtre avec une spirale sur le front et, au sommet de la tête, trois mèches en boules. Les jambes et les bras sont de courts appendices. Il évolue en Rondoudou, puis en Grodoudou.

### Rondoudou
Rondoudou est de type normal et fée. Son corps est globulaire, rose, duveteux, doux et possède des appendices trapus, correspondant à ses quatre membres, une touffe de cheveux minuscule constituée d'une simple boucle et des yeux bleus énormes, certains Rondoudou ayant des yeux verts. Sa peau est caoutchouteuse et extensible. Rondoudou peut gonfler son organisme comme un ballon, ou l'aplanir, exactement comme le fait un autre personnage de Nintendo : Kirby. On ne sait pas quelle est la limite à l'extensibilité du corps de Rondoudou.
Sa principale capacité est Berceuse qui endort tout Pokémon ou humain qui se trouve autour de lui. En effet, les ondes sonores de sa chanson correspondent aux ondes cérébrales de quelqu'un qui est endormi. Ainsi, sauf si la personne ou le Pokémon ciblé est immunisé contre le sommeil ou que la chanson est parasitée par des bruits extérieurs, toute personne ou Pokémon à proximité s'endormira en entendant la berceuse chantée par Rondoudou. De plus, il peut changer la longueur d'onde de sa voix sans avoir besoin de reprendre haleine, et si la cible ne montre pas de signes de somnolence, Rondoudou ne s'arrêtera pas de chanter, au risque de mettre sa vie en danger à force de ne pas respirer.

### Grodoudou
Grodoudou est un Pokémon relativement grand, qui ressemble à une poupée rose avec un bas-ventre blanc, de grands yeux bleus, semblables au bébé ; une paire de grandes oreilles telles les lapins et une touffe tortueuse de cheveux sur son front. Grodoudou évolue depuis Rondoudou grâce à la Pierre Lune. En fait, il est remarquablement ressemblant à sa pré-évolution, sauf les oreilles qui ont grandi et son corps qui a pris une forme ovale. Ses grands yeux sont toujours recouverts d’une fine couche de larmes, si bien que lorsqu'une poussière pénètre dans ses yeux, elle en sera rapidement expulsée, grâce au nettoyage qu'effectue Grodoudou lorsqu'il pleure. Et grâce à son apparence rappelant une grosse peluche, il est très apprécié des parents et des enfants.
Tout comme Rondoudou, s’il se met en colère, il va inspirer profondément afin de gonfler et gonfler encore, grâce à son corps élastique, jusqu’à devenir gigantesque, puis, à la fin réalisera un plaquage pour mettre au tapis celui qui l’a énervé. Et une fois gonflé, il peut aussi rebondir comme un gros ballon.
Sa fourrure est réputée pour être extrêmement douce, tellement douce que lorsque deux Grodoudou se câlinent, il n’est pas possible de les arrêter, tout comme lorsqu’un humain le caresse, il ne pourra, ni ne voudra plus s’arrêter. Elle est aussi fine, dense et souple, ce qui fait que dormir aux côtés de Grodoudou est quelque chose de particulièrement exquis. Bien que Grodoudou soit connu pour son caractère aimable, il peut être très agressif et faire une attaque Double Hit à quelqu’un qui l’insupporte. Enfin, tout comme sa pré-évolution, il peut chanter des berceuses relaxantes afin d’endormir quelqu’un, bien que sa réputation pour le chant soit moins grande que celle de Rondoudou. Grodoudou est un Pokémon qui évolue (dans la majorité des jeux Pokémon) seulement avec une pierre l’une qui est assez rare. La meilleure façon de l’obtenir et de l’acheter avec des Poké-Dollars.

## Apparitions

### Jeux vidéo
Toudoudou, Rondoudou et Grodoudou apparaissent dans la série de jeux vidéo Pokémon. D'abord en japonais, puis traduits en plusieurs autres langues, ces jeux ont été vendus à près de 200 millions d'exemplaires à travers le monde. Rondoudou et Grodoudou font leur première apparition le 27 février 1996, dans les jeux japonais Pocket Monsters Aka (ポケットモンスター 赤, Poketto Monsutā Aka, Pocket Monsters Rouge) et Pocket Monsters Midori (ポケットモンスター 緑, Poketto Monsutā Midori, Pocket Monsters Vert) (remplacé dans les autres pays par la version Bleue). Depuis la première édition de ces jeux, Rondoudou et Grodoudou sont réapparus dans les versions jaune, or, argent, cristal, rubis, saphir, émeraude, rouge feu, vert feuille, diamant, perle, platine, noir 2 et blanc 2. Toudoudou fait sa première apparition le 21 novembre 1999, dans les jeux japonais Pocket Monsters Kin (ポケットモンスター 金, Poketto Monsutā Kin, Pocket Monsters Or) et Pocket Monsters Gin (ポケットモンスター 銀, Poketto Monsutā Gin, Pocket Monsters Argent). Mis à part à la première génération, où il n'était pas créé, il apparait dans les mêmes versions que ses évolutions.
Il est possible d'avoir un œuf de Toudoudou en faisant se reproduire deux Pokémon dont au moins un Rondoudou et un Grodoudou femelle,. Cet œuf éclot après 2 560 pas et un Toudoudou de niveau 5 en sort. Toudoudou appartient au groupe d'œuf bébé, Rondoudou et Grodoudou au groupe d'œuf fée. Toudoudou est, comme les autres Pokémon bébés, impossible à trouver à l'état sauvage dans les jeux avant le quatrième cycle. Il sera cependant capturable dans Diamant et Perle. Les trois Pokémon ont les capacités « Joli sourire », Toudoudou et Rondoudou ont en plus « Garde Amie »,, alors que Grodoudou a « Fouille ».
Les Pokémon sont apparus dans d'autres jeux de la licence Nintendo. Rondoudou est apparu dans Pokémon Snap. Le joueur doit sauver trois Rondoudou pourchassés par des Smogo afin qu'ils puissent, à la fin du stage, interpréter une chanson, l'un chantant avec un micro accompagné de deux de ses congénères dansant. Il fait aussi une légère apparition chantante dans Pokémon Channel sur GameCube, dans lequel Pikachu peut aller voir un « spectacle de Rondoudou et Kecleon », même si ce dernier ne fait absolument rien. Bien que peu présent dans la série originale, Grodoudou est apparu dans la série des Pokémon : Donjon Mystère, en effet, dans le premier, il dirige le coin des amis, là où le joueur peut acheter des Zones d’Accueil afin de recruter des Pokémon. Dans le second jeu, Grodoudou est devenu le chef de la guilde Pokémon. De son côté, Rondoudou est également apparu en tant que personnage jouable secret dans la série Super Smash Bros..

### Série télévisée et films
La série télévisée Pokémon ainsi que les films sont des aventures séparées de la plupart des autres versions de Pokémon et mettent en scène Sacha en tant que personnage principal. Sacha et ses compagnons voyagent à travers le monde Pokémon en combattant d'autres dresseurs Pokémon.
Durant le cycle 1, Rondoudou est un des personnages récurrents de l'animé qui aspire à devenir un grand chanteur après que Sacha et ses compagnons l'aient inspiré dans l'épisode La Chanson de Rondoudou. Malheureusement, chaque spectateur entendant sa chanson s'endort sans rien pouvoir y faire, avant même la fin de la chanson. Ainsi Rondoudou a souvent été un danger pour la bande de Sacha, en particulier sur des véhicules en mouvement. C'est pourquoi Sacha et ses amis évitent à tout prix de rencontrer Rondoudou, ce qui l'énerve, en plus du fait que chacun s'endorme en l'entendant. C'est d'ailleurs pour cela qu'il garde toujours avec lui, en plus de son micro, un marqueur noir, afin de barbouiller tous ceux s'endormant lors de sa prestation. D'autres Rondoudou sont apparus dans l'animé, comme dans l'épisode Le Mystère de Pokémonpolis. Dans cet épisode, deux Pokémon géants, Ectoplasma et Alakazam se battent en duel, le Rondoudou suivant les protagonistes essaye de les arrêter sans succès, c'est alors qu'un Rondoudou, géant, lui aussi, apparaît et endort les deux combattants. 
Dans l'épisode Lumières, caméras, Couaction !, alors que Sacha est supposé s'entraîner pour la ligue, un homme sort des buissons et annonce qu'il cherche des Pokémon pour tourner son film. Toute la troupe s'inscrit alors. La vedette du film est Grodoudou mais il est très solitaire et donne des baffes à tout le monde. Finalement, c'est Psykokwak qui est sélectionné.